# FK Baník Sokolov 1948
FK Baník Sokolov 1948 (celým názvem: Fotbalový klub Baník Sokolov 1948) je český fotbalový klub, který sídlí v Sokolově v Karlovarském kraji. Založen byl v roce 1948 pod názvem SK FHDB Falknov nad Ohří. Dříve ve městě působily pouze německé kluby, z nichž nejvýznamnější byl NSTG Falkenau. Svůj současný název nese sokolovský klub od roku 2020, kdy se přejmenoval z původního "FK Baník Sokolov". Baník je v názvu obsažen nepřetržitě od roku 1953. Od sezóny 2020/21 působí v České Fotbalové Lize (ČFL), kam dobrovolně sestoupil z důvodu nedostatku financí. Klubové barvy jsou žlutá a černá.
Své domácí zápasy odehrává na stadionu FK Baník Sokolov s kapacitou 5 000 diváků.

## Historie

### Historie německého fotbalu v Sokolově
Fotbal se v Sokolově hrál již dlouho před druhou světovou válkou, kdy zde působily pouze německé kluby. Tehdy se město jmenovalo Falknov (německy Falkenau), jehož oddíly DSK Falknov a Falkenauer FK hrály německé župní soutěže. V roce 1940 se tyto kluby sloučily do NSTG Falkenau, který o dva roky později dosáhl na tehdejší dobu zcela mimořádného úspěchu. Mužstvu se totiž podařilo postoupit v sezóně 1942 mezi nejlepších dvaatřicet německých klubů pohárové soutěže, tehdejší Tschammerpokal. Falkenau totiž po vyřazení Planitzeru SC postoupil do bojů o osmifinále a na domácím hřišti hostil soupeře z nejslavnějších, mužstvo First Vienna FC 1894. Kvůli tomuto atraktivnímu utkání bylo nutné rozšířit kapacitu hlediště na 5 tisíc diváků, ale ani to nakonec nestačilo a stovky diváků se na zápas nedostaly. V samotném utkání po famózním výkonu domácí vyhráli jasně 4:0, a postoupili tak do dalšího kola. V něm Falkenau zajížděl do Berlína, kde sice s domácím celkem Blau-Weiß 90 Berlin vedl, ale nakonec prohrál 4:1. Pro tehdy dvanáctitisícové město to ale znamenalo úspěch, který se výrazně zapsal do jeho fotbalových dějin. Po válce byl ovšem úspěšný klub zcela zrušen. Důvodem bylo násilné vysídlení německého obyvatelstva a s ním tak zanikl i místní komunitní fotbal.

### Historie sokolovského Baníku
První český sokolovský klub byl založen 7. července roku 1948, a to fotbalový oddíl SK FHDB Falknov nad Ohří. Svou činnost zahájil na škvárovém hřišti za sokolovským klášterem u koupaliště řeky Ohře. Po sjednocení tělovýchovy byl ve stejném roce v listopadu začleněn do ustavené ZTS Sokol HDB Sokolov. V krajské soutěži ROH se mužstvo stalo mistrem Karlovarského kraje a postoupilo do celostátního mistrovství ROH. O kvalitě mužstva hovořila skutečnost, že v celém jarním kole neprohrálo ani jediný zápas a pouze dvakrát remizovalo, i když hrálo s mnoha těžkými soupeři. O úspěch se zasloužili hráči Vaněk, Fišer, Bialek, Slanec, Teugler, Mikuláš, Kunert, Gebovský, Trešl, Čížek, Podzimek, Ocela, Adámek, Mutinský, Kříž, Maršík, Šimůnek, Holub, Němec, Doboš, Hyťka, Poslední, Wurbs, Kreuzmann, Zeithamer, Oplt a Havránek.
V roce 1951 se v Sokolově hrála krajská soutěž, oddíl pod názvem ZSJ Sokol HDB Sokolov tehdy soutěž vyhrál před druhou Slavií Karlovy Vary a třetí Eskou Cheb. V rozhodujícím utkání o přeborníka kraje si v Sokolově domácí HDB před 5 tisíci diváky poradil s karlovarskou Slavií 3:2. Současný název Baník Sokolov vznikl až v roce 1953 a divize se klub dostal o čtyři roky později. Do roku 1968 se na Baníku střídavě hrála divize nebo oblastní přebor. V tomto roce byl Baník opět účastníkem divize, ve které obsadil druhé místo. Tehdy bojoval o prvenství s klubem Kovo Děčín, ale do třetí ligy nakonec postoupily oba celky. Trenérem byl V. Hora, hráči například Jaroslav Borovička, dlouholetý fotbalista Dukly Praha a reprezentant ČSSR, dále M. Šlégr, Fr. Hladík, J. Červenka, J. Welfl, St. Hauf či V. Kapusta. V nově sestavené třetí lize vydržel Baník jen sezonu a pak na dva roky opět sestoupil do divize. Třetí liga, neboli Národní liga, přišla do Sokolova podruhé v roce 1972. Mužstvo tehdy trénoval kouč Vaněk, z hráčů vynikali Maršík, brankář Zíma nebo Milan Daranyi, Pavel Kňazík či Pavel Karafiát.
V letech 1973 až 1975 bylo podle odborníků v Sokolově vůbec nejlepší mužstvo jeho dosavadní historie. Poté Baník střídal sezony v Národní lize a divizi, aby nakonec od roku 1978 pendloval mezi divizí a oblastním přeborem. Černé roky devadesátých let vyvrcholily sestupem až do I. A třídy, ze které se Baník mezi krajskou elitu dostal až v roce 2003. Do té doby patřil mezi úspěšné rok 2000, ve kterém Baník vyhrál Západočeský pohár. O rok později Baník stanul v semifinále poháru proti Manětínu, kterému ale podlehl nečekaně vysoko 0:6. Po reorganizaci hrál Baník tři sezony krajský přebor, který vyhrál v roce 2005. V premiérovém ročníku divize obsadili baníkovci skvělé druhé místo. V roce 2006 se klub z občanského sdružení rozšířil o akciovou společnost, jehož jediným akcionářem je Sokolovská uhelná, právní nástupce a.s. V témže roce se navíc do Sokolova stěhovala druhá liga, kterou vedení klubu odkoupilo z Pardubic. V první sezoně obsadilo mužstvo pod vedením trenéra Martina Pulpita solidní šesté místo. Vyrovnat tento úspěch se po několika trenérských výměnách podařilo až v sezoně 2008/09. V průběhu sezony 2019/20 tragicky zemřel generální ředitel Sokolovské uhelné (Majitel Baníku Sokolov) František Štěpánek a touto zprávou tak započal pád Baníku, jelikož Sokolovská Uhelná ukončila podporu. Krátce na to vyhlásil výkonný ředitel klubu Tomáš Provazník, že klub podá přihlášku do nižší soutěže bez ohledu na sportovní výsledek klubu. Baník nakonec skončil o skóre na nesestupové 14. příčce, tu ovšem přenechal Varnsdorfu.

## Historické názvy
Zdroj:
- 1948 – SK HDB Falknov nad Ohří (Sportovní klub Hnědouhelných dolů a briketáren Falknov nad Ohří)
- 1948 – ZTS Sokol HDB Sokolov
- 1951 – ZSJ Sokol HDB Sokolov (Základní sportovní jednota Sokol Hnědouhelné doly a briketárny Sokolov)
- 1953 – DSO Baník Sokolov (Dobrovolná sportovní organisace Baník Sokolov)
- 1962 – TJ Baník Sokolov (Tělovýchovná jednota Baník Sokolov)
- 1992 – FK Baník Sokolov (Fotbalový klub Baník Sokolov)
- 2020 – FK Baník Sokolov 1948 (Fotbalový klub Baník Sokolov 1948)

## Umístění v jednotlivých sezonách
Stručný přehled
Zdroj:
- 1951: Krajská soutěž – Karlovy Vary
- 1952: Krajský přebor – Karlovy Vary
- 1960–1965: Západočeský krajský přebor
- 1965–1968: Divize A
- 1968–1969: Divize B
- 1969–1970: 3. liga – sk. A
- 1970–1972: Divize A
- 1972–1976: 3. liga – sk. A
- 1976–1977: Divize A
- 1977–1978: ČNFL – sk. A
- 1978–1980: Divize B
- 1980–1987: Západočeský krajský přebor
- 1987–1990: Divize B
- 1990–1991: Divize A
- 1991–1992: Divize B
- 1992–1994: Divize A
- 1994–1997: Západočeský župní přebor
- 1997–2002: I. A třída Západočeské župy – sk. A
- 2002–2005: Přebor Karlovarského kraje
- 2005–2006: Divize B
- 2006–2012: 2. liga
- 2012–2020: Fotbalová národní liga
- 2020–2023: Česká Fotbalová Liga
- 2023–: Divize A

Jednotlivé ročníky
Zdroj:
Legenda: Z - zápasy, V - výhry, R - remízy, P - porážky, VG - vstřelené góly, OG - obdržené góly, +/- - rozdíl skóre, B - body, červené podbarvení - sestup, zelené podbarvení - postup, fialové podbarvení - reorganizace, změna skupiny či soutěže
| Československo (1951 – 1993) |                                     |        |     |     |     |     |     |     |     |     |        |
| Sezóny                       | Liga                                | Úroveň | Z   | V   | R   | P   | VG  | OG  | +/- | B   | Pozice |
| 1951                         | Krajská soutěž – Karlovy Vary       | 2      | 18  | 13  | 4   | 1   | 67  | 22  | +45 | 30  | 1.     |
| 1952                         | Krajský přebor – Karlovy Vary       | 2      | 22  | 14  | 1   | 7   | 78  | 39  | +39 | 29  | 4.     |
| ...                          |                                     |        |     |     |     |     |     |     |     |     |        |
| 1960/61                      | Západočeský krajský přebor          | 3      | ... | ... | ... | ... | ... | ... | ... | ... |        |
| 1961/62                      | Západočeský krajský přebor          | 3      | ... | ... | ... | ... | ... | ... | ... | ... |        |
| 1962/63                      | Západočeský krajský přebor          | 3      | ... | ... | ... | ... | ... | ... | ... | ... |        |
| 1963/64                      | Západočeský krajský přebor          | 3      | ... | ... | ... | ... | ... | ... | ... | ... |        |
| 1964/65                      | Západočeský krajský přebor          | 3      | 26  | 13  | 8   | 5   | 31  | 16  | +15 | 34  | 3.     |
| 1965/66                      | Divize A                            | 3      | 26  | 14  | 4   | 8   | 59  | 37  | +22 | 32  | 2.     |
| 1966/67                      | Divize A                            | 3      | 26  | 13  | 8   | 7   | 45  | 29  | +16 | 32  | 4.     |
| 1967/68                      | Divize A                            | 3      | 26  | 13  | 5   | 8   | 43  | 45  | -2  | 31  | 4.     |
| 1968/69                      | Divize B                            | 3      | 26  | 15  | 6   | 5   | 40  | 22  | +18 | 36  | 2.     |
| 1969/70                      | 3. liga – sk. A                     | 3      | 30  | 9   | 3   | 18  | 32  | 55  | -23 | 21  | 15.    |
| 1970/71                      | Divize A                            | 4      | 26  | 14  | 6   | 6   | 41  | 20  | +11 | 34  | 2.     |
| 1971/72                      | Divize A                            | 4      | 26  | 17  | 4   | 5   | 61  | 29  | +32 | 38  | 1.     |
| 1972/73                      | 3. liga – sk. A                     | 3      | 30  | 11  | 8   | 11  | 47  | 37  | +10 | 30  | 8.     |
| 1973/74                      | 3. liga – sk. A                     | 3      | 30  | 11  | 5   | 14  | 41  | 48  | -7  | 27  | 12.    |
| 1974/75                      | 3. liga – sk. A                     | 3      | 30  | 12  | 7   | 11  | 56  | 46  | +10 | 31  | 7.     |
| 1975/76                      | 3. liga – sk. A                     | 3      | 30  | 6   | 3   | 21  | 24  | 60  | -36 | 15  | 16.    |
| 1976/77                      | Divize A                            | 4      | 26  | 16  | 6   | 4   | 43  | 30  | +13 | 38  | 1.     |
| 1977/78                      | ČNFL – sk. A                        | 2      | 30  | 4   | 12  | 14  | 23  | 44  | -21 | 20  | 16.    |
| 1978/79                      | Divize B                            | 3      | 30  | 15  | 5   | 10  | 50  | 46  | +4  | 35  | 4.     |
| 1979/80                      | Divize B                            | 3      | 30  | 8   | 6   | 16  | 42  | 53  | -11 | 22  | 15.    |
| 1980/81                      | Západočeský krajský přebor          | 4      | ... | ... | ... | ... | ... | ... | ... | ... |        |
| 1981/82                      | Západočeský krajský přebor          | 5      | ... | ... | ... | ... | ... | ... | ... | ... |        |
| 1982/83                      | Západočeský krajský přebor          | 5      | ... | ... | ... | ... | ... | ... | ... | ... |        |
| 1983/84                      | Západočeský krajský přebor          | 5      | ... | ... | ... | ... | ... | ... | ... | ... |        |
| 1984/85                      | Západočeský krajský přebor          | 5      | ... | ... | ... | ... | ... | ... | ... | ... |        |
| 1985/86                      | Západočeský krajský přebor          | 5      | ... | ... | ... | ... | ... | ... | ... | ... |        |
| 1986/87                      | Západočeský krajský přebor          | 5      | ... | ... | ... | ... | ... | ... | ... | ... | 1.     |
| 1987/88                      | Divize B                            | 4      | 30  | 14  | 6   | 10  | 52  | 41  | +11 | 34  | 4.     |
| 1988/89                      | Divize B                            | 4      | 30  | 13  | 7   | 10  | 58  | 53  | +5  | 33  | 5.     |
| 1989/90                      | Divize B                            | 4      | 30  | 12  | 3   | 15  | 50  | 44  | +6  | 27  | 11.    |
| 1990/91                      | Divize A                            | 4      | 30  | 15  | 6   | 9   | 62  | 51  | +11 | 36  | 2.     |
| 1991/92                      | Divize B                            | 4      | 30  | 13  | 2   | 15  | 48  | 58  | -10 | 28  | 11.    |
| 1992/93                      | Divize A                            | 4      | 30  | 8   | 6   | 16  | 31  | 53  | -22 | 22  | 14.    |
| Česko (1993 – )              |                                     |        |     |     |     |     |     |     |     |     |        |
| Sezóny                       | Liga                                | Úroveň | Z   | V   | R   | P   | VG  | OG  | +/- | B   | Pozice |
| 1993/94                      | Divize A                            | 4      | 30  | 1   | 9   | 20  | 12  | 63  | -51 | 11  | 16.    |
| 1994/95                      | Západočeský župní přebor            | 5      | 30  | 10  | 9   | 11  | 48  | 52  | -4  | 39  | 9.     |
| 1995/96                      | Západočeský župní přebor            | 5      | 30  | 12  | 3   | 15  | 52  | 53  | -1  | 39  | 11.    |
| 1996/97                      | Západočeský župní přebor            | 5      | 30  | 7   | 6   | 17  | 36  | 62  | -26 | 27  | 15.    |
| 1997/98                      | I. A třída Západočeské župy – sk. A | 6      | ... | ... | ... | ... | ... | ... | ... | ... |        |
| 1998/99                      | I. A třída Západočeské župy – sk. A | 6      | ... | ... | ... | ... | ... | ... | ... | ... |        |
| 1999/00                      | I. A třída Západočeské župy – sk. A | 6      | ... | ... | ... | ... | ... | ... | ... | ... |        |
| 2000/01                      | I. A třída Západočeské župy – sk. A | 6      | ... | ... | ... | ... | ... | ... | ... | ... |        |
| 2001/02                      | I. A třída Západočeské župy – sk. A | 6      | 26  | 16  | 3   | 7   | 65  | 42  | +23 | 51  | 2.     |
| 2002/03                      | Přebor Karlovarského kraje          | 5      | ... | ... | ... | ... | ... | ... | ... | ... |        |
| 2003/04                      | Přebor Karlovarského kraje          | 5      | ... | ... | ... | ... | ... | ... | ... | ... |        |
| 2004/05                      | Přebor Karlovarského kraje          | 5      | 30  | 24  | 5   | 1   | 112 | 19  | +93 | 77  | 1.     |
| 2005/06                      | Divize B                            | 4      | 30  | 18  | 4   | 8   | 51  | 27  | +24 | 58  | 2.     |
| 2006/07                      | 2. liga                             | 2      | 30  | 12  | 10  | 8   | 36  | 33  | +3  | 46  | 6.     |
| 2007/08                      | 2. liga                             | 2      | 30  | 9   | 13  | 8   | 26  | 24  | +2  | 40  | 9.     |
| 2008/09                      | 2. liga                             | 2      | 30  | 12  | 7   | 11  | 56  | 37  | +19 | 43  | 6.     |
| 2009/10                      | 2. liga                             | 2      | 30  | 9   | 10  | 11  | 37  | 43  | -6  | 37  | 10.    |
| 2010/11                      | 2. liga                             | 2      | 30  | 12  | 7   | 11  | 53  | 51  | +2  | 43  | 6.     |
| 2011/12                      | 2. liga                             | 2      | 30  | 15  | 7   | 8   | 43  | 31  | +12 | 52  | 3.     |
| 2012/13                      | Fotbalová národní liga              | 2      | 30  | 14  | 8   | 8   | 36  | 26  | +10 | 50  | 3.     |
| 2013/14                      | Fotbalová národní liga              | 2      | 30  | 13  | 7   | 10  | 32  | 37  | -5  | 46  | 6.     |
| 2014/15                      | Fotbalová národní liga              | 2      | 30  | 13  | 9   | 8   | 44  | 39  | +5  | 48  | 5.     |
| 2015/16                      | Fotbalová národní liga              | 2      | 28  | 10  | 11  | 7   | 32  | 26  | +6  | 41  | 4.     |
| 2016/17                      | Fotbalová národní liga              | 2      | 30  | 7   | 11  | 12  | 28  | 44  | -16 | 32  | 13.    |
| 2017/18                      | Fotbalová národní liga              | 2      | 30  | 12  | 5   | 13  | 34  | 39  | -5  | 41  | 7.     |
| 2018/19                      | Fotbalová národní liga              | 2      | 30  | 9   | 6   | 15  | 28  | 40  | -12 | 33  | 11.    |
| 2019/20                      | Fotbalová národní liga              | 2      | 30  | 7   | 5   | 18  | 34  | 51  | -17 | 26  | 15.    |
| 2020/21                      | Česká Fotbalová Liga                | 3      | 6   | 0   | 0   | 6   | 1   | 23  | -22 | 0   | 16.    |
| 2021/22                      | Česká Fotbalová Liga                | 3      | 28  | 9   | 5   | 14  | 35  | 54  | -19 | 32  | 13.    |
| 2022/23                      | Česká Fotbalová Liga                | 3      | 30  | 7   | 2   | 21  | 31  | 63  | -32 | 23  | 16.    |
| 2023/24                      | Divize A                            | 4      | 30  | 13  | 10  | 7   | 73  | 50  | +23 | 49  | 5.     |
| 2024/25                      | Divize A                            | 4      |     |     |     |     |     |     |     | '   | .      |

Poznámky
- 1976/77: Po sezóně proběhla reorganizace nižších soutěží, přičemž Divize D se stala jednou ze skupin 3. nejvyšší soutěže, krajské přebory byly 4. stupněm.
- 2005/06: Po sezóně proběhla koupě druholigové licence od pardubického Slovanu.[4]
- 2011/12: Sokolov měl možnost ze 3. místa postoupit do 1. ligy, pro obavy z nízké návštěvnosti se ale nabídky vzdal. Na jeho úkor postoupila Zbrojovka Brno.
- 2020/21: I přes ukončení sezony na poslední příčce klub nesestoupil, jelikož se nestihla odehrát minimálně polovina zápasů, protože byla kvůli pandemii covidu-19 soutěž předčasně ukončena.

## Významní hráči
- František Dřížďal
- Josef Kubásek
- Petr Jiráček
- Vladimír Darida
- Jan Mejdr
- Ladislav Takács
- Michael Krmenčík